# Zenith Electric Van
Zenith Electric Van – elektryczny samochód osobowo-dostawczy klasy wyższej produkowany pod amerykańską marką Zenith w latach 2013 – 2015.

## Historia i opis modelu

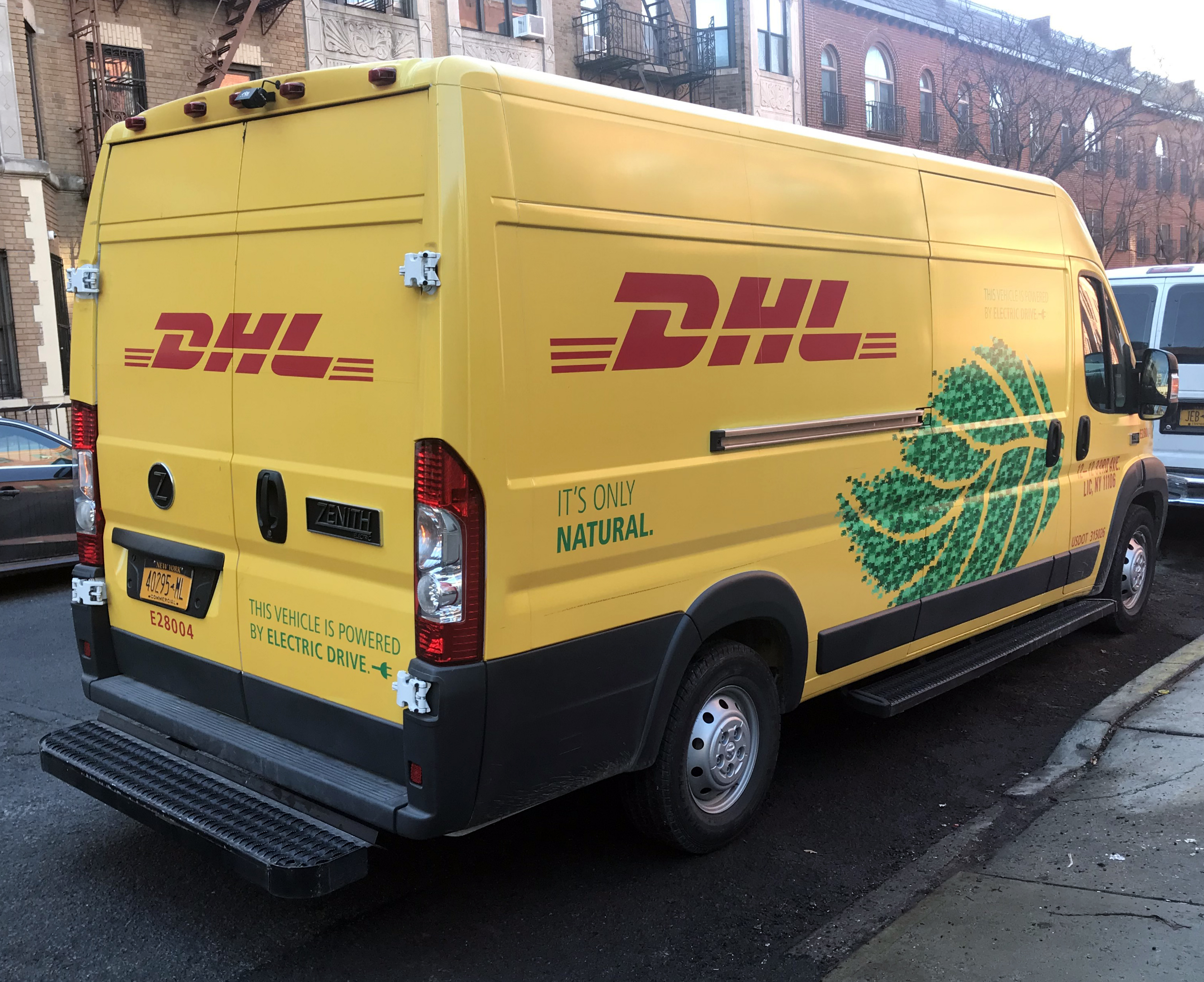
Zenith Electric Van – tył

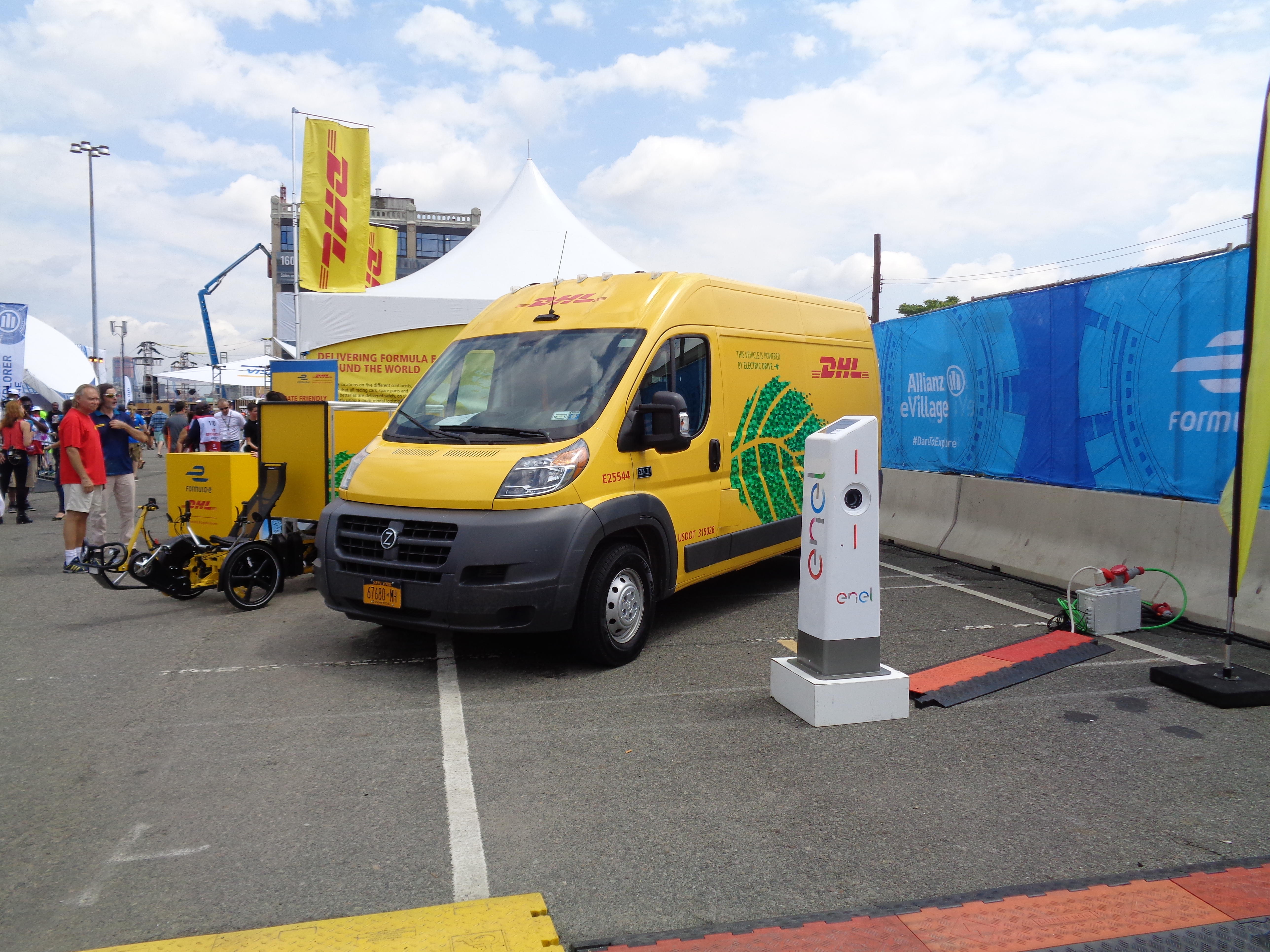
Zenith Electric Van podczas New York City ePrix 2017

Electric Van przedstawiony został w grudniu 2013 roku jako pierwsza konstrukcja niewielkiego amerykańskiego przedsiębiorstwa Zenith Motors ze stanu Kentucky. Pojazd powstał zarówno w wariancie dostawczym jako furgon, jak i osobowy, przeszklony minibus będąc konwersją na napęd elektryczny oferowanego w Ameryce Północnej odpowiednika modeli Sevel, dostępnego wyłącznie w spalinowych wariantach Rama ProMastera.
Pod kątem wizualnym Zenith Electric Van odróżnił się od pierwowzoru Rama jedynie innymi logotypami z charakterystyczną literą Z w kole, a także oznaczeniem producenta na tylnej klapie. Do opracowania pojazdu jako bazę obrano średni wariant długości, który pozwala na maksymalną ładowność 1587 kilogramów.

### Sprzedaż
Produkcja Electric Vanów na limitowaną skalę, zaspokajając potrzeby klientów flotowych. W 2014 roku samochód dostępny był w preferencyjnym programie zakupu objętym ulgami stanowymi w Chicago, z kolei w 2015 roku Zenith Motors dostarczyło 45 egzemplarzy elektrycznych furgonetek na rzecz amerykańskiej korporacji DHL.

### Dane techniczne
Zenith Electric Van wyposażony został w pełni elektryczny układ napędowy, który tworzy silnik elektryczny dostarczony przez firmę Borg-Warner rozwijający moc maksymalną 180 KM. Pozwala on rozpędzić się maksymalnie do ok. 100 km/h. Litowo-jonowe baterie o pojemności 62,5 kWh pozwalają z kolei na osiągnięcie na jednym ładowaniu od 112 do 136 kilometrów zasięgu, co ściśle powiązane jest z obciążeniem przedziału transportowego pojazdu.
Oszczędność stanu akumulatorów pozwala wyposażenie Electric Vana system rekuperacji podczas hamowania lub zjazdu ze stromych wzniesień. Uzupełnienie stanu akumulatorów do 100% zajmuje około 6,5 godziny, co możliwe będzie z wykorzystaniem złącza o mocy 220-240 woltów.